# جيمس جيفري روش
جيمس جيفري روش (بالإنجليزية: James Jeffrey Roche)‏ هو دبلوماسي وصحفي وشاعر أمريكي، ولد في 31 مايو 1847 في Mountmellick ‏ في جمهورية أيرلندا، وتوفي في 3 أبريل 1908 في برن في سويسرا.